# Hungkiichthys anni
Hungkiichthys anni è un pesce osseo estinto, appartenente ai teleostei. Visse nel Giurassico medio (Calloviano, circa 165 - 161 milioni di anni fa) e i suoi resti fossili sono stati ritrovati in Cina.

## Descrizione
Questo pesce era di piccole dimensioni e non superava la lunghezza di 7 centimetri. Era dotato di un corpo slanciato, con una grossa testa e occhi grandi; la bocca era in posizione terminale. Le pinne pettorali erano particolarmente lunghe, mentre la pinna caudale era debolmente bilobata. La pinna dorsale era particolarmente alta e stretta, posta a circa metà del corpo; la pinna anale era simile come forma ma più piccola, e decisamente più arretrata. Erano presenti fulcri sfrangiati lungo i margini delle pinne impari, mentre le scaglie erano di tipo lepisosteoide e dotate di un margine posteriore dentellato. 

## Classificazione
Hungkiichthys anni venne descritto per la prima volta da Liu e Wang nel 1961, sulla base di un singolo esemplare rinvenuto nel Sinkiang, in Cina, in terreni risalenti al Calloviano. Inizialmente venne ritenuto un rappresentante dei folidoforidi, un gruppo di pesci vicini all'origine dei teleostei e dotati di scaglie ganoidi, ma in seguito a revisioni più recenti si preferisce considerare Hungkiichthys un rappresentante basale dei teleostei senza attribuzione a un gruppo più specifico, in attesa di una revisione dei fossili.